# Gullmarsplan

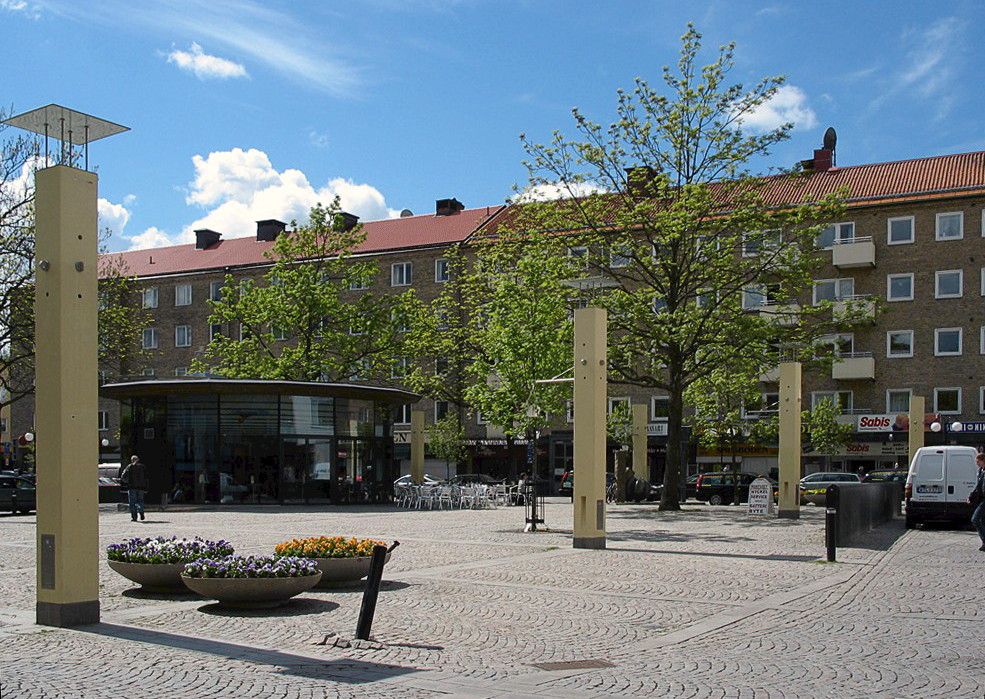
Gullmarsplans torg, maj 2006.

Gullmarsplan uttal (fil) är ett torg i stadsdelen Johanneshov i Söderort inom Stockholms kommun.

## Historik

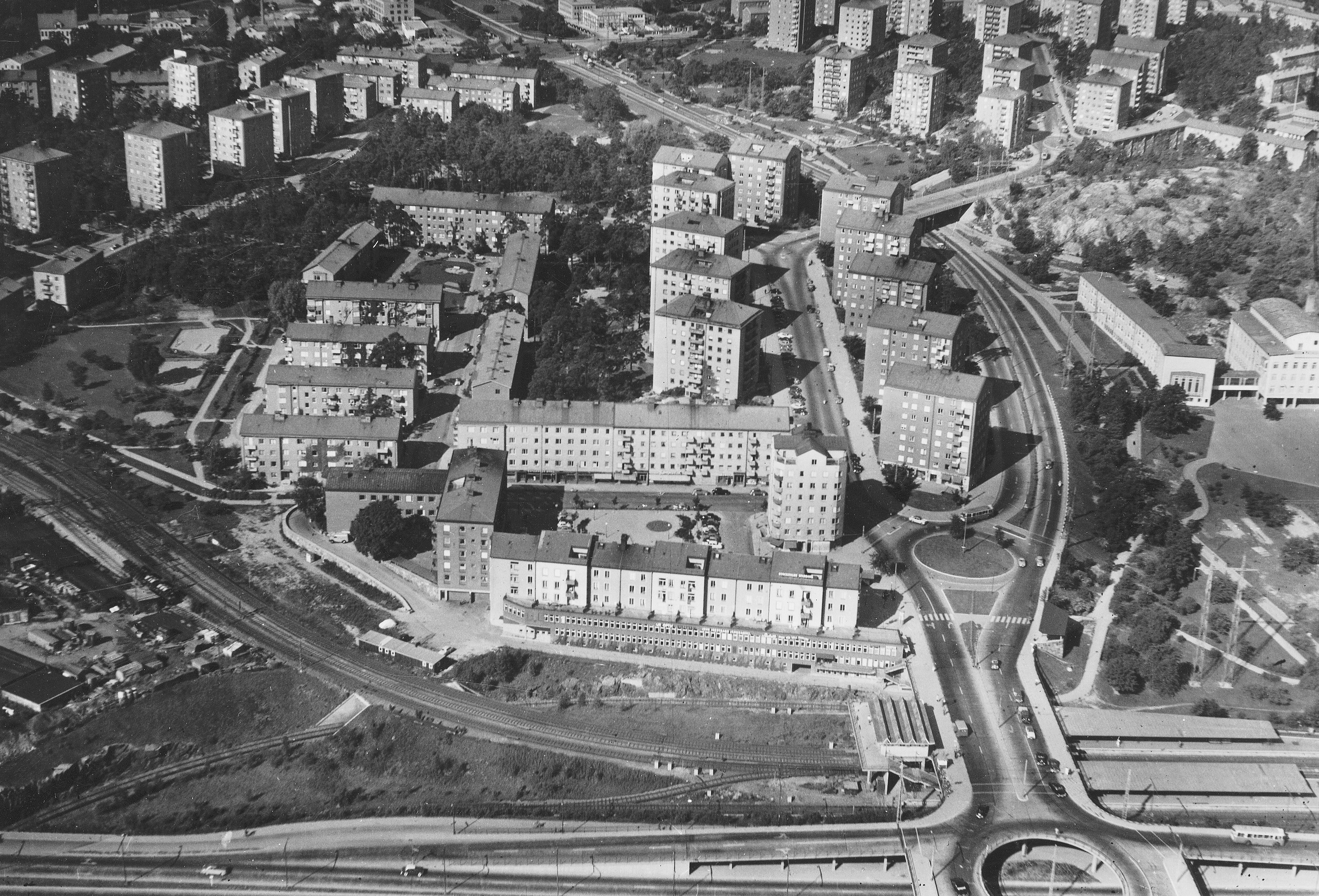
Gullmarsplan med omgivning vy från öster, längst ner går Nynäsvägen, 1956.

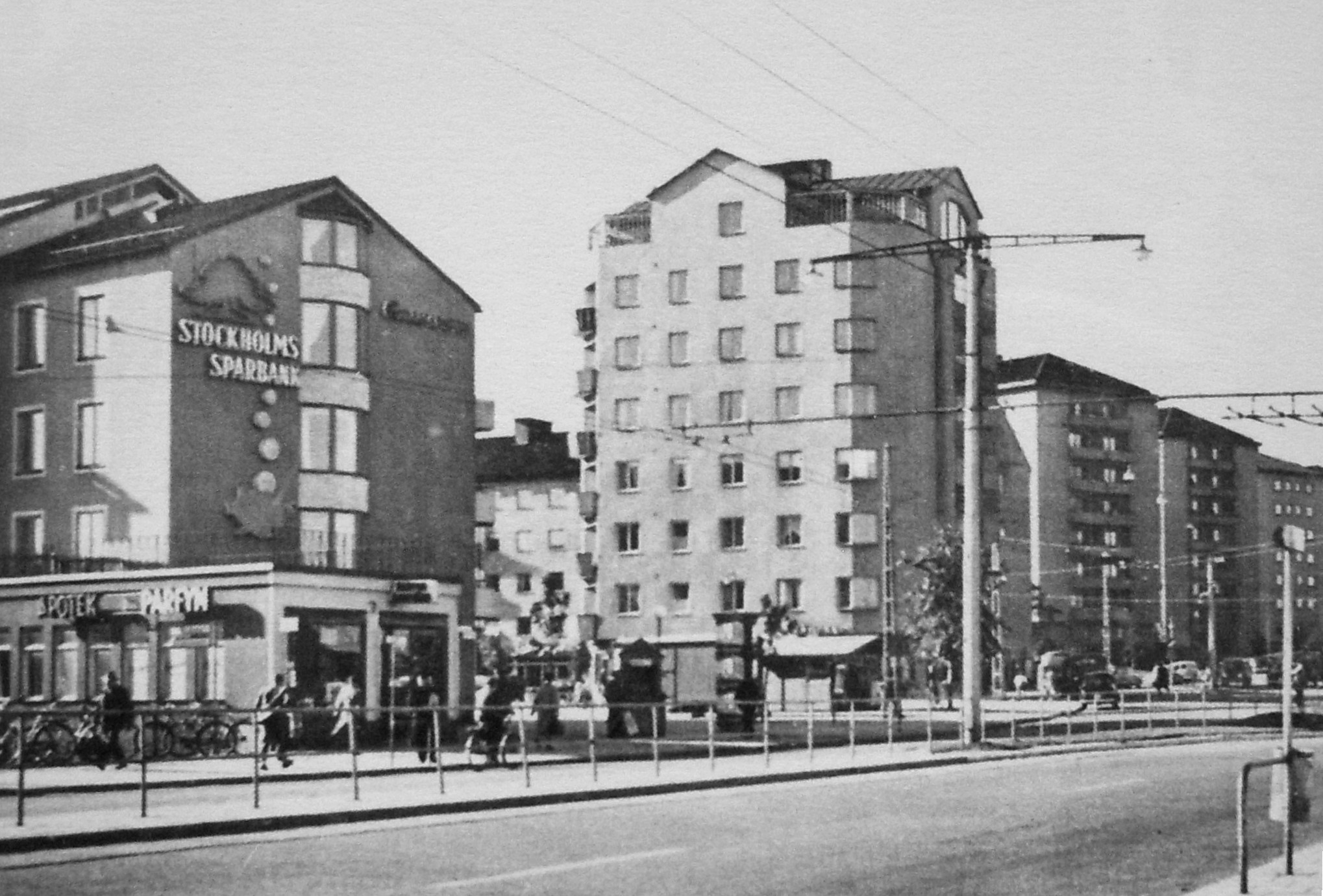
Gullmarsplan på 1950-talet, lägg märke till Sparbankens spargris på Gullmarshuset.

Torget byggdes i slutet av 1940-talet och början av 1950-talet, i samband med att stadsdelen Johanneshov växte fram. Platsens namn Gullmarsplan fastställdes 1944. Namnet kommer från Gullmarsfjorden i Bohuslän. Platsen utgjorde slut/startpunkten för gatan Gullmarsvägen som då redan fanns. 
Affärscentret kring torget ritades av Backström & Reinius och invigdes i november 1946. För punkthuset stod arkitekt Sture Frölén och för torgets gestaltning ansvarade arkitekt Erik Glemme.
Torget mäter 80 × 50 meter. På torget står konstverket "Reaktion 1968" av Lennart Jonasson, rest 1973. I södra delen av torget låg tidigare postkontoret Johanneshov 1, ritat av Lars-Erik Lallerstedt. Det är numera nedlagt, men det stora posthornet sitter kvar på tegelfasaden.
Under många år var den rörliga ljusreklamen med slantar som trillade ner i Sparbankens spargris ett omtyckt och folkkärt inslag i Stockholms stadsbild. Skylten togs ner i slutet av 1980-talet i samband med att banken bytte namn.
Mellan 2001 och 2003 genomfördes en större upprustning av torget, då torget bland annat fick ny beläggning, och man ordnade separering av bilar och gående. Upprustningen leddes av landskapsarkitekt Lars Ström.

## Kollektivtrafikanläggningar
Stationen öppnades samtidigt som Skanstullsbron invigdes den 3 september 1946. Den hette då Johanneshov och trafikerades av spårvagnar fram till den 1 oktober 1950, då den blev en del av Stockholms tunnelbana. Trådbussar färdades vid Gullmarsplan från 1950 fram till 1964, då dieseldrivna bussar ersatte trådbussar. Eftersom Johanneshov ansågs som ett för vidsträckt namn (bland annat postadress för en stor del av Söderort) ändrades stationsnamnet 1958 till Gullmarsplan. Stationen kompletterades den 20 augusti 1990 med en stor bussterminal för Haninge/Tyresö-bussarna. Terminalen byggdes på ett däck över spårområdet. I stationsbyggnaden finns också trafikledningscentralen för Gröna linjen (T-bana 1). En plattform för Tvärbanan anlades väster om tunnelbanespåren och togs i bruk den 8 januari 2000.

### Tunnelbanestationen
Station Gullmarsplan trafikeras av T-bana 1 (Gröna linjen) och ligger 2,3 kilometer från station Slussen. Det är en av tunnelbanans mest belastade stationer och den absolut största i Söderort. 
Operan Kurfursten utspelar sig på Gullmarsplans tunnelbanestation.

## Bilder

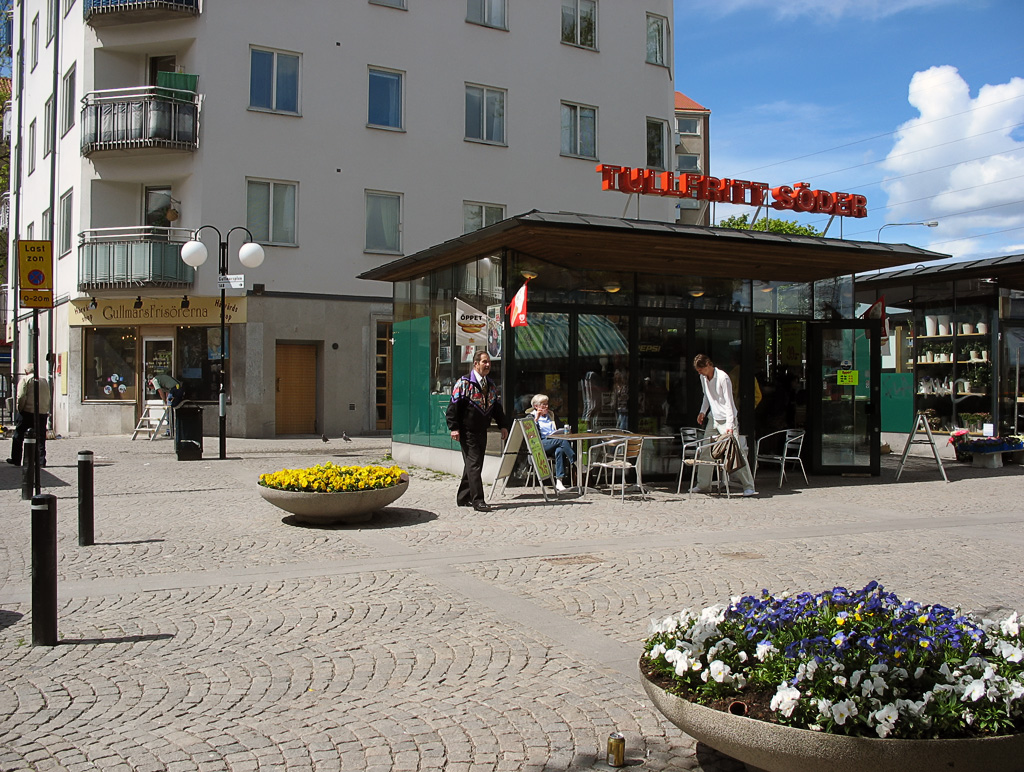
Torget 2006.
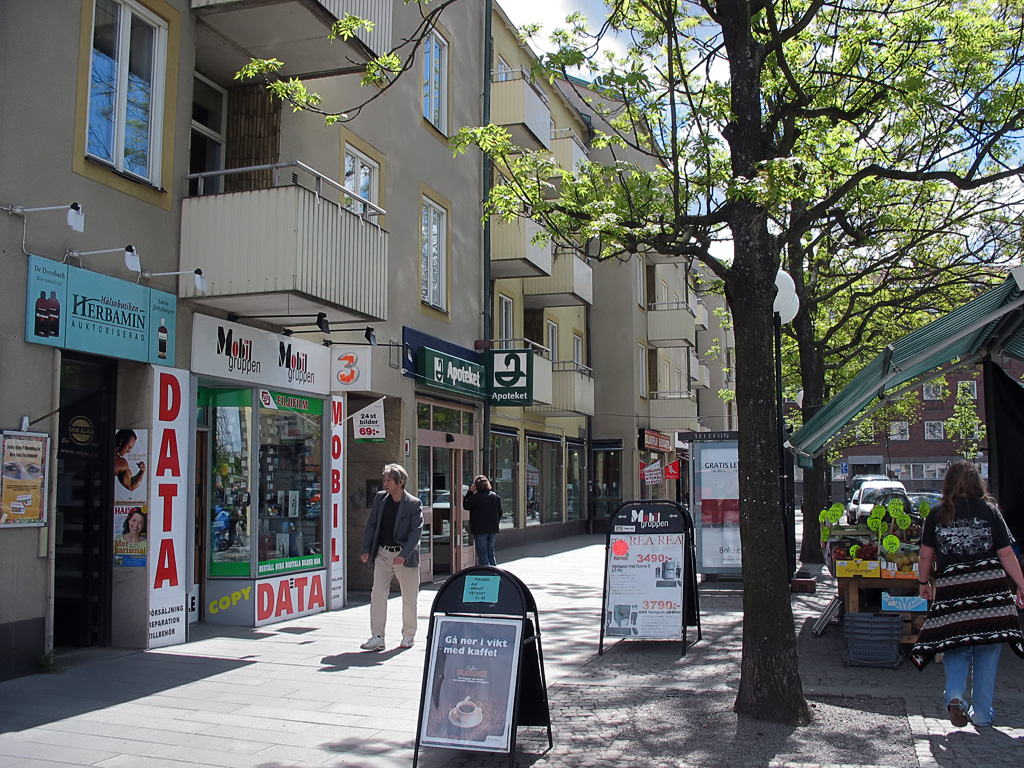
Bebyggelsen vid torget 2006.
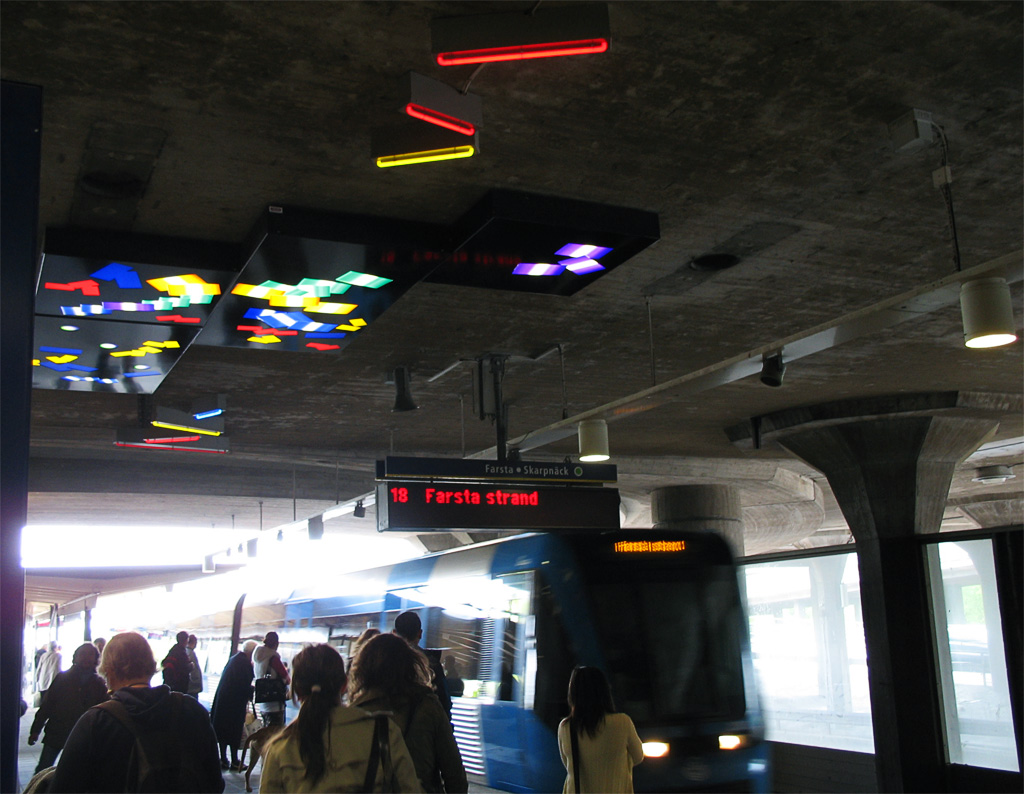
Utsmyckning i tunnelbanan.
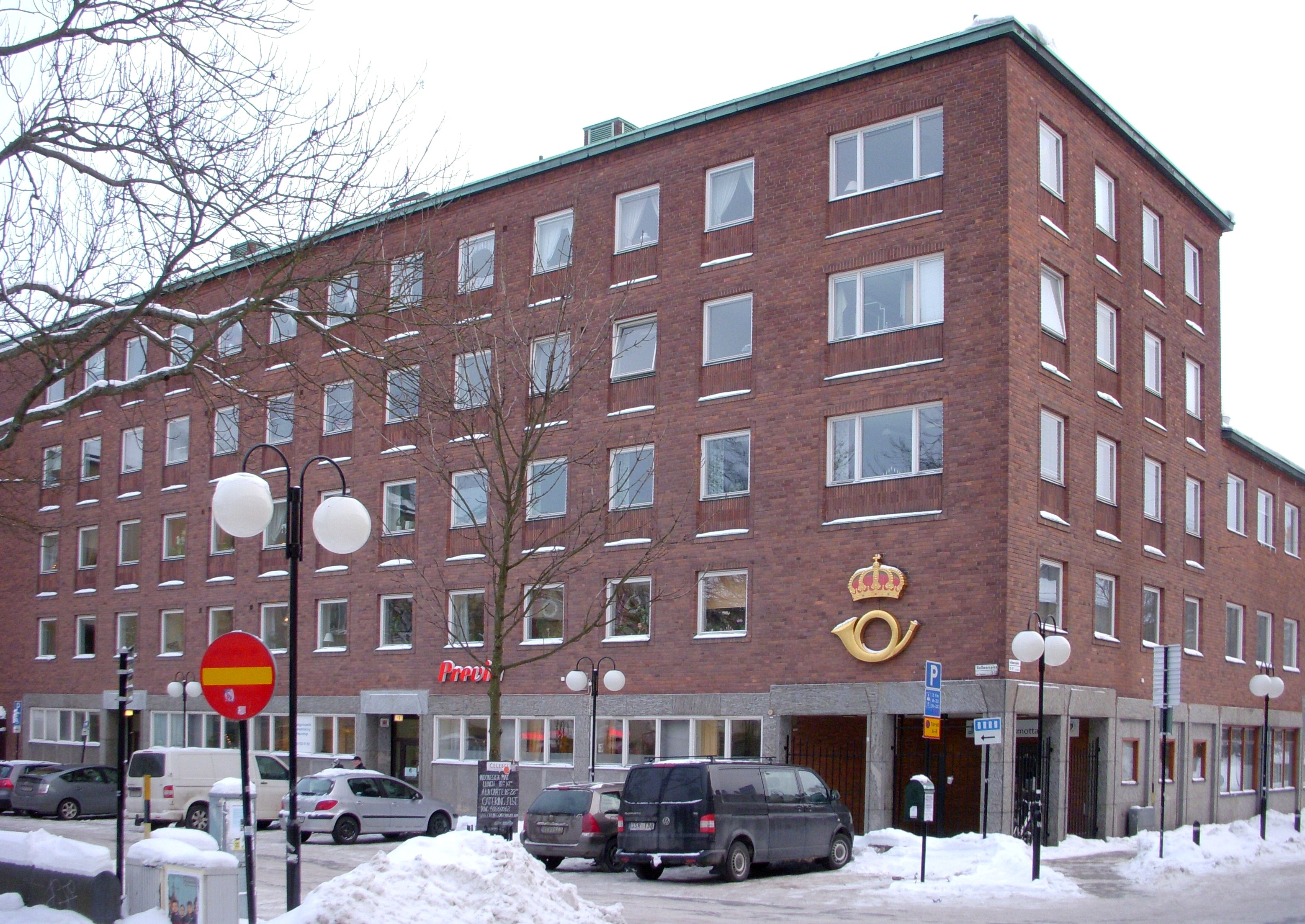
Posthuset 2011.
Trådbussar vid Gullmarsplan, april 1964.